# Simfonia núm. 8 (Weinberg)
La Simfonia núm. 8, Flors poloneses, per a solistes, cor i orquestra, op. 83, de Mieczysław Weinberg va ser composta el 1964 i estrenada el 6 de març de 1966.
La simfonia utilitza textos del poema èpic de Julian Tuwim, Flors poloneses -d'aquí el subtítol-, que tracten primer la pobresa de la Polònia d'abans de la guerra, i després la devastació del país en mans dels nazis. Hi apareixen temes com les desigualtats socials, la pobresa, la crueltat en temps de guerra, però també sobre l'esperança en el futur.

## Moviments
La simfonia té una estructura molt diferent, ja que no segueix l'estructura clàssica de quatre parts, sinó una desena i amb textos:
- I. Podmuch wiosny (Vent de primavera)
- II. Baluckie dzieci (Nens de Bałuty)
- III. Przed stara chata (Davant de l'antiga barraca)
- IV. Byl sad (Aquí hi havia un hort)
- V. Bez (Baia de saüc)
- VI. Lekcja (Lliçó)
- VII. Warszawskie psy (Gossos de Varsòvia)
- VIII. Matka (Mare)
- IX. Sprawiedliwość (Justícia)
- X. Wisla plynie (El Vístula flueix)

## Anàlisi musical
A diferència de la Sisena Simfonia, en lloc del cor de nois hi ha veus adultes, incloent-hi tres solistes. L'estil és més desafiant, amb llargs trams foscos i sense rastre de melodies populars. El llenguatge musical es comença a acostar a l'ultra austeritat del Rèquiem que Weinberg començaria a compondre l'any següent.